# 字様書
字様書（じようしょ）とは唐代、漢字（楷書）の異体字関係を整理して正字を定め、標準字体の筆画を示した書物。このような字様書を中心とした唐代の文字学を字様の学（じようのがく）・字様学（じようがく）と呼んでいる。

## 概要
唐代初期、南北朝時代という戦乱と分断の時代を経て、篆書・隷書との整合性のない俗字が横行して漢字の字体に乱れが生じていた。それは儒教の経典である五経の写本にも及んでおり、太宗は顔師古に五経の文字の校勘を命じ、「五経定本」を作らせた。その後、孔穎達が「五経定本」をもとに五経の権威的な注釈書である『五経正義』を編纂している。顔師古は五経を校勘しながら、別紙に各文字の異体字を書き出して楷書の字体を校定し、これが伝えられて『顔氏字様』と称されるようになったという。この『顔氏字様』が字様書の由来とされるが、現在に伝わっていない。
武則天の時代、顔師古の従孫、顔元孫が科挙の答案に使うべき標準字体を示した『干禄字書』を著し、異体字を正字・俗字・通字の三体に区別して、それぞれ使う用途を示した。
その後、安史の乱によって再び五経のテキストに乱れが生じ、代宗の時、張参が五経の文字を校勘して『五経文字』を著し、文宗の時には唐玄度が九経について『五経文字』を補い、『新加九経字様』を著した。この2書は唐の開成石経に『五経正義』に付随して刻まれ、現在、西安市の碑林で見ることができる。

## 主な字様書
- 顔師古『顔氏字様』
- 杜延業『群書新定字様』
- 顔元孫『干禄字書』
- 欧陽融『経典分毫正字』
- 唐玄宗『開元文字音義』
- 張参『五経文字』
- 唐玄度『新加九経字様』